# Koungou
Koungou ist eine französische Gemeinde mit 18.498 Einwohnern (Stand 14. Dezember 2017) im Überseegebiet Mayotte.

## Geografie
Die Gemeinde Koungou liegt am nordöstlichen Rand der Hauptinsel Mayottes. Neben dem Hauptort Koungou bilden die Dörfer Longoni, Kangani, Trévani, Majicavo-Koropa und Majicavo-Lamir die Gemeinde.

## Geschichte
Die Gemeinde wurde von den französischen Besiedlern im 19. Jahrhundert gegründet.

### Bevölkerungsentwicklung
| Jahr      | 1997   | 2002   | 2007   | 2012   |
| --------- | ------ | ------ | ------ | ------ |
| Einwohner | 10.160 | 15.383 | 19.831 | 26.488 |